# NGC 5792
NGC 5792是一個位於天秤座的棒旋星系，距離地球約8300萬光年。在該星系西北邊緣處有一顆視星等9.6的前景星。該星系由威廉·赫歇爾發現於1787年4月11日。

## 外部連結
- WikiSky上关于NGC 5792的内容：DSS2, SDSS, GALEX, IRAS, 氢α, X射线, 天文照片, 天图, 文章和图片